# Tadeusz Mazowiecki
Tadeusz Mazowiecki herb Dołęga (né le 18 avril 1927 à Płock et mort le 28 octobre 2013 à Varsovie) est un écrivain, un journaliste et un homme d'État polonais. Il fut, de 1989 à 1991, le premier chef de gouvernement non communiste d'un pays signataire du pacte de Varsovie.

## Biographie

### Opposant au régime communiste polonais
Intellectuel chrétien, il est l'un des principaux opposants au régime communiste de la République populaire de Pologne (PRL) et figure de l'opposition intellectuelle.
Juriste (diplômé en droit de l'université de Varsovie) et militant catholique, il s'oppose dès 1955 à l'association catholique « Pax », tombée sous l'influence marxiste. En 1957, il anime un club d'intellectuels catholiques regroupés autour de Więź (Le Lien), une revue théorique.
En 1961, il est élu député dans le groupe des indépendants mais le quitte en 1971 car n'ayant plus d'activité. À la fin des années 1970, il vit presque sans ressources, obligé parfois de quémander de l'argent à des journalistes de passage.
Durant l'été 1980, il est à Gdańsk pour soutenir les grèves et devient un des conseillers de Lech Wałęsa, déclarant alors « Beaucoup dépendra de notre fermeté, mais aussi de notre prudence » ; il fait partie des « intellectuels », avec Bronisław Geremek que Wałęsa fait rentrer sur les chantiers navals pour l'aider à négocier avec les communistes ce qui sera l'Accord de Gdansk. Il s'investit dans le combat du syndicat jusqu'à l'instauration de l'état de siège le 13 décembre 1981 ; il est alors arrêté par le régime communiste et interné sans jugement pour un an en compagnie de plus de 6 000 militants du syndicat.

### Président du Conseil des ministres
Premier chef d'un gouvernement non communiste dans un pays signataire du Pacte de Varsovie, il est nommé le 19 août 1989 et investi cinq jours plus tard à une écrasante majorité par la Diète, grâce à une coalition entre Solidarność, le parti paysan (ZSL) et le Parti démocratique (SD).
Candidat à la première élection présidentielle libre, il ne parvient pas, malgré son poids politique, à vaincre la popularité de Lech Wałęsa, et termine à la troisième place, au premier tour, obtenant un peu plus de 18 % des suffrages et manquant sa qualification pour le second tour de scrutin.
Il démissionne le 16 décembre 1990.

### Figure du Parlement
Il siège à la Diète entre 1991 et 2001, d'abord comme membre de l'Union Démocratique, puis de l'Union pour la liberté (UW), un parti centriste, dont il est le chef jusqu'en 1995, puis président d'honneur par la suite.
Mazowiecki est le rapporteur de l'ONU pour l'ex-Yougoslavie entre 1992 et 1995. Constatant l'impuissance de l'Organisation à freiner les exactions contre les populations civiles, notamment à Srebrenica, il présente un rapport qui met en cause les différentes parties du conflit en Bosnie-Herzégovine, avant de démissionner de son poste,.

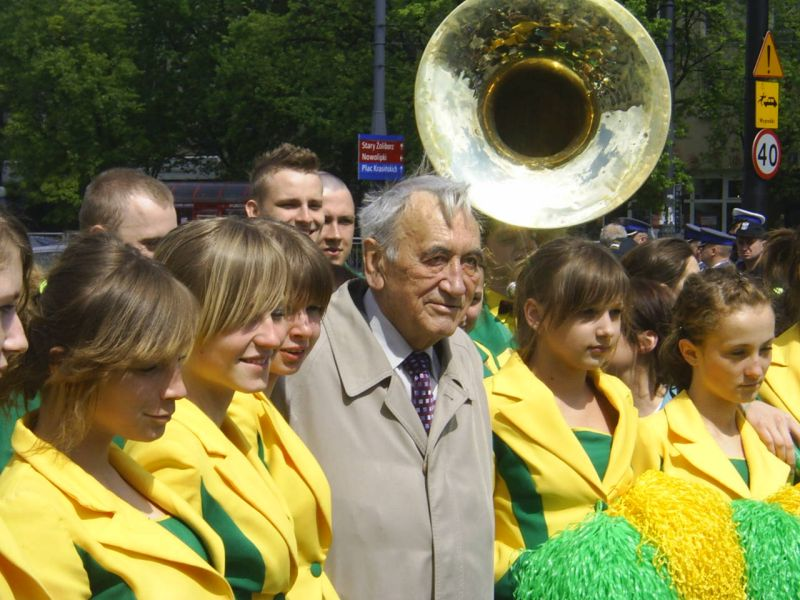
Tadeusz Mazowiecki, en 2007.

### Du Parti démocrate au retrait de la politique
Ne parvenant pas à être réélu député en 2001, il quitte l'Union de la Liberté en 2002.
Mazowiecki est par la suite l'un des membres fondateurs du Parti démocrate-Demokraci.pl en 2005, réunissant l'aile progressiste de l'Union pour la Liberté, essentiellement constituée d'anciens intellectuels de Solidarność et de personnalités du monde artistique, notamment Marek Belka, Jerzy Hausner, Władysław Frasyniuk, Janusz Onyszkiewicz, Bronisław Geremek, Marek Edelman, Agnieszka Holland...
Chef de ce parti jusqu'en 2006, il décide ensuite de se retirer de la vie politique active à la suite de l'échec de son parti aux élections parlementaires de 2005.
En octobre 2010, le président de la République de Pologne, Bronisław Komorowski, le nommait conseiller chargé de la politique intérieure et étrangère ; à ce titre, Mazowiecki disposait d'un bureau au sein du palais présidentiel de Varsovie.

### Opinions
Mazowiecki est un ardent défenseur de la cause européenne, il a été un acteur majeur de l'accession de son pays à l'idée.